# プリカちゃん
『プリカちゃん』（英題: Plica-chan）は、2006年に製作された日本のアニメーション映画。
1996年よりレズビアン商業雑誌『アニース』にて掲載されている、天宮沙江の漫画および映画作品。
制作は、女性向けのアダルトグッズショップ 『ラブピースクラブ/LOVE PIECE CLUB』。プロデューサーは、設立者の北原みのり。

## ストーリー
1. 『窓の中の青空』（Blue Sky in the Window）
2. 『レズビアンのための役に立たないHow to Sex』（Useless "How to Sex" Tips for Lesbians）
3. 『もうマチコさんは増やさない』（Machiko, Stop Multiplying, Please）
4. 『一年目の夏の日に』（One Day Next Summer）

## 声の出演
- プリカ：SEIKA
- マリ：マリちゃん
- マチコ：笹野みちる
- サキ：Chino

## 上映
2006年
- 第15回東京国際レズビアン&ゲイ映画祭(7月15日、同時上映『愛のカタチ』)
- 第2回関西 Queer Film Festival(7月23日)
- 京都ヘンナニジイロ祭り（9月16、17日）
- 第2回香川レインボー映画祭(11月25日、26日)
- 第3回女たちの映像祭・大阪(12月1日)

2008年
- 関西クィア映画祭 春！ヘンタイする季節 大阪「愛のカタチ」(4月26日)

2009年
- 新春パフ★シネマアンコール＋プリカちゃ(1月9日、11日)

2010年
- 関西クィア映画祭ミニ上映会 at ゲストハウス＆カフェバー由苑(6月12日)